# Пантазис, Периклис
Периклис Пантазис (греч.  Περικλής Πανταζής; 13 марта 1849, Афины — 25 января 1884, Брюссель) — греческий художник 19-го века. Один из первых греческих и бельгийских импрессионистов. Жил, работал и получил признание в Бельгии.

## Биография
Пантазис родился в греческой столице в 1849 году, в семье учителя родом из Эпира. С 1864 по 1871 год он учился живописи в Афинской Школе изящных искусств у Никифора Литраса. Пантазис решил продолжить учёбу в Мюнхенской академии художеств, но разочарованный консерватизмом этой академии и не доучившись и года, уехал в Марсель а затем в Париж.
В Париже Пантазис учился у Гюстава Курбе и Антуана Шейнтреля (Эта информация оспаривается). Здесь же он познакомился с работами Эжена Будена, голландца Яна Йонгкинда и импрессионистов Мане, Дега и Писсарро.
В 1873 году, с рекомендательным письмом Мане в руках, Пантазис обосновался в Брюсселе. Основной причиной переезда художника в бельгийскую столицу было приглашение богатого греческого торговца вином Иоанниса Иконому (Jean Économou), который впоследствии стал частым заказчиком работ Пантазиса. В Бельгии Пантазис стал членом анти-академической художественной группы «Circle de lapâte» («Кружок цвета») и был дружен с художником Guillaume Vogels и скульптором Auguste Philippette. На сестре последнего Пантазис вскоре женился. Вместе со своим шурином, Пантазис зарабатывал себе на жизнь занимаясь украшением домов. Это ремесло было модным в тот период. Но вскоре он стал широко известен как художник и оставил ремесло, чтобы полностью посвятить себя живописи. В 1878 году Пантазис представлял Грецию на Всемирной выставке в Париже. В том же году художник организовал свою личную выставку в Брюсселе.
В 1880 году художник путешествовал по южной Франции и Греции и принял участие в выставке в Афинах в 1881 году. Пантазис вернулся в Брюссель в 1881 году. Вскоре проявились первые симптомы туберкулёза, от которого художник умер в январе 1884 года, не дожив до своего 35-летия.

## Работы и признание
Пантазис выделяется от остальных современных ему греческих художников, поскольку первым отошёл от академизма Мюнхенской школы греческой живописи и вступил в революционное для той эпохи движение импрессионизма.
Сегодня Пантазис, вместе со своим другом Guillaume Vogels, считается основателем бельгийского импрессионизма.
Пантазис был среди учредителей «Общества куколки» (1875), на выставках которого он выставлялся в 1876—1878 и 1881 годах, «Общества акварелистов и граверов» (1883) и Общества XX («Les XX») На своей первой выставке в начале 1884 года и всего несколько дней после смерти Пантазиса, «Общество XX» выставило его работы.
Выставки — ретроспективы работ Пантазиса были организованы в здании муниципалитета Сен-Жиль Брюсселя (1993), в Намюре (1994), в Галерее Э. Авероф в Мецово и в Национальной галерее Греции.
Несмотря на свою короткую жизнь, Пантазис оставил после себя большое число работ. Греческий критик А. С. Иоанну в своей работе «Греческая живопись 19-го века» пишет, что «если бы Пантазис не умер бы так рано и на чужбине, его авангардистское влияние на греческую живопись могло бы стать решающим».

### Галерея работ
- Вязательница . Коллекция Парламента эллинов. Вероятна работа художника до его переезда в Бельгию.
- Натюрморт и женщина. Галерея Авероф, Мецово. Вероятно ранняя работа художника.
- Заснеженный пейзаж. Галерея Э. Авероф, Мецово.
- Гаврош поедающий арбуз. Галерея Э. Авероф, Мецово.
- Заснеженная деревня (1878). Частная коллекция.
- На пляже (1880). Частная коллекция.
- Маяк Марселя (1881). Частная коллекция.
- Летний день на берегу реки. Частная коллекция.